# Willem van Maanen (hoogleraar)
Willem van Maanen (Amsterdam, 22 november 1890 - Utrecht, 27 augustus 1989) was een Nederlands hoogleraar in de Engelse taal- en letterkunde aan de Universiteit van Amsterdam. Hij was de vader van de schrijver Willem G. van Maanen.

## Leven en werk
Van Maanen was de zoon van Herman van Maanen en de pianiste Henriëtte Hartelust. Zijn vader leidde een jongensschool voor welgestelden in Amsterdam (een instelling voor gymnasiaal en middelbaar onderwijs). Hij volgde middelbaar onderwijs aan de hbs. Hierna behaalde hij zijn onderwijzersdiploma aan de kweekschool en gaf enkele jaren les in Londen. Hij deed staatsexamen-A (oude talen) en behaalde zijn aktes Engels MO-A en -B.

E. Kruisinga was een van zijn docenten.
Hij behaalde zijn doctoraal bij A.E.H. Swaen aan de Universiteit van Amsterdam en promoveerde in 1927 tot doctor in de letteren en wijsbegeerte op de dissertatie Maarten Maartens, poet and novelist. Maarten Maartens, pseudoniem van Jozua Marius Willem van der Poorten Schwartz (1858-1915) was een Nederlands auteur die in het Engels schreef. Van Maanen was achtereenvolgens leraar in Kampen, Rotterdam en Utrecht. Van 1950 tot 1960 was hij rector van de Centrale Opleidingscursussen voor Middelbare Akten (cocma) te Utrecht.
In 1953 werd hij benoemd tot hoogleraar in de Engelse taal- en letterkunde aan de Gemeentelijke Universiteit van Amsterdam. Deze functie was eerder door de faculteitsvoorzitter aan D.G. van der Vat toegewezen maar deze werd door het Amsterdamse stadsbestuur om politieke redenen gepasseerd.